# آبشار دانجار
آبشار دانجار (به انگلیسی: Dangar Falls) آبشاری است که در کشور استرالیا واقع شده‌است و بلندترین ریزشگاه آن ۴۲ متر ارتفاع دارد. حوضهٔ آبریز این آبشار، رودخانه بیلس‌داون است.